# Huså
Huså är en by i Kalls distrikt (Kalls socken) i Åre kommun på norra sidan av Åreskutan vid Kallsjön i Jämtland. Invånarantalet år 2000 var 59 och Huså var fram till 2005 klassat av SCB som småort. Från 2015 klassas orten åter som en småort.
Huså, som hade sin storhetstid på 1700- och 1800-talen, grundades på kopparbrytning vid närbelägna Bielkes gruva och Fröå gruva samt förädling av koppar vid Huså bruk. Även stora kopparmynt präglades i Huså under en kort tidsperiod. I Huså finns endast ruiner kvar från kopparbruket samt herrgården Huså herrgård, uppförd 1835–1837 av brukspatronen Gustaf Adolf Montgomery i adelsätten Montgomery.

## Historik
Huså vid Kallsjön var länge ett fäbodställe, där Kallbönderna hade sina fäbodar sommartid. År 1742 påträffades sydväst om Huså i Åreskutans östsluttningar stora fyndigheter av kopparmalm, och brytningen startade samma år. Malmen forslades från Bjelkes gruva 950 meter över havet nedför Gruvbacken till Huså 400 meter över havet via vattenförande malmrännor (mindre malmstycken) och med hästtransporter till Huså, där malmen sovrades och smältes/raffinerades genom oxidation i hyttor till garkoppar för vidare transporter vatten- och landvägar bland annat till Sundsvall. Brytningen och bearbetningen av kopparmalmen pågick i Huså mellan 1742 och 1881. Den totala produktionen av garkoppar uppgick till 4 000 ton, med rekord under 1840, då 70 ton garkoppar framställdes i Huså. 
Kopparbrytningen och bearbetningen av kopparmalmen i Huså var bara periodvis en lönande affär. Till Huså bruk hörde 32 hemman och 150 torp. Som mest sysselsattes vid Huså omkring 500 personer. Arbetskraften vid Huså hämtades från Bergslagen (gruvarbetare) och Värmland (kolare).
År 1786 fick Östersund stadsprivilegier av kung Gustav III. Valet av stad i Jämtland hade stått mellan Huså och Östersund. Huså var vid denna tid Jämtlands största ort med omkring 600 invånare och en av Norrlands största industriorter. 
Fröå gruva ligger 10 kilometer öster om Åre samhälle. Efter tips av en ung kvinna, Anna Larsson, började 1746 brytning av kopparmalm i den så kallade Gustafsgruvan. Brytningen i Fröå pågick med vissa avbrott fram till 1919. För att hålla kvar arbetare i den hårda fjällmiljön lät gruvbolaget vid Fröå bygga torp åt gruvfamiljerna, som också fick förfoga över 3–4 tunnland jord, så att de kunde hålla ko, får och get. Vidare hade de anställda femdagarsvecka, detta för att få tid att sköta de små jordbruken.

## Husåspelet
Under åren 1979–1999 spelades varje sommar det historiska Husåspelet, med manus och musik av konstnären Batte Sahlin, på en utomhusteater som byggdes i byn för ändamålet.